# Ceratostylis mindanaensis
Ceratostylis mindanaensis är en orkidéart som beskrevs av Oakes Ames. Ceratostylis mindanaensis ingår i släktet Ceratostylis och familjen orkidéer. Inga underarter finns listade i Catalogue of Life.